# ماء مصفى

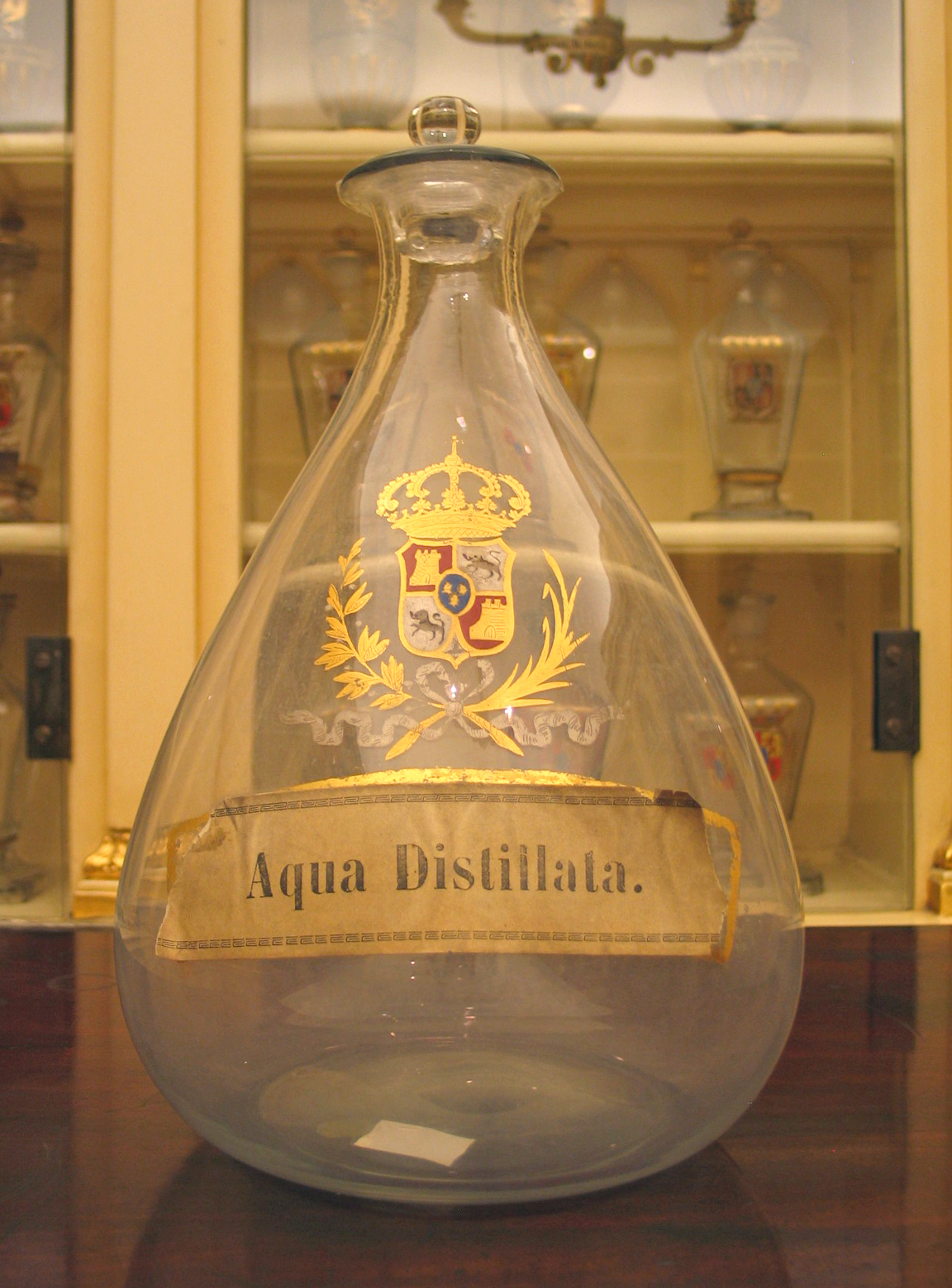
قنينة for distilled water in the Farmacia Real in مدريد

الماء المُصَفَّى هو الماء الذي تم تصفيته ميكانيكيا أو معالجته وتنظيفه للاستهلاك. الماء المقطر ومنزوع الأيونات (DI) كانت الأشكال الأكثر شيوعا من الماء النقي، ولكن يمكن أيضا أن ماء المنقى من قبل عمليات أخرى بما في ذلك التناضح العكسي، التصفية بالكربون، الترشيح الدقيق، الترشيح الفائق، الأشعة فوق البنفسجية الأكسدة، أو بإجراء تصفية كهربائية للماء (Electrodeionization).

## الخصائص الطبيعية للماء النقي
1. اللون/ الطعم/ الرائحة خالٍ تماماً.
2. الشوائب العالقة (طبيعية أو حيوية) خالٍ تماماً.
3. الأملاح والمركبات العضوية والغير عضوية خالٍ تماماً.
4. الأكسجين الذائب عند درجة 25 ْم 5-8 ملجم/ لتر.
5. ثاني أكسيد الكربون الذائب عند درجة 25 ْم 2-3 ملجم/ لتر.
6. درجة التوصيل الكهربي عند 18 ْم 0.0004 ميكروموز/ سم2.
7. درجة التوصيل الحراري عند 40.8 ْم 1.555 وات/ متر. درجة.
8. معامل الانكسار الضوئي عند 20 ْم 1.33 وحدة.
9. الضغط البخاري عند 20 ْم 17.62 مليمتر زئبق.
10. الحرارة النوعية عند 1 ْم 1.00 كيلوجول/ كجم. درجة.
11. الحرارة النوعية عند 20 ْم 0.99 كيلوجول/ كجم. درجة.
12. الكثافة عند 4 ْم 1.00 جرام/ سم3.
13. الكثافة عند 20 ْم 0.99823 جرام/ سم3.
14. درجة التجمد صفر درجة مئوية.
15. درجة الغليان 100 درجة مئوية.
16. الأس الهيدروجيني 7 وحدة.
17. الحرارة الكامنة للتبخير عند 20 ْم 584.9 جرام. كالورى/ جرام.
18. التوتر السطحي عند 20 ْم 72.75 داين/سم.

## طرق التنقية

### التقطير المزدوج
تعتبر عملية التقطير المثالية هي العملية المزيلة لكل الشوائب من الماء للحصول على الماء المقطر. يشمل التقطير عملية غلي الماء ومن ثم تكثيف البخار، مخلفاً وراءه تقريباً كل الشوائب الصلبة. يتم تحضير الماء المضاعف التقطير (Double distilled water) بإجراء عملية تقطير مضاعفة للماء.

### إزالة الأيونات

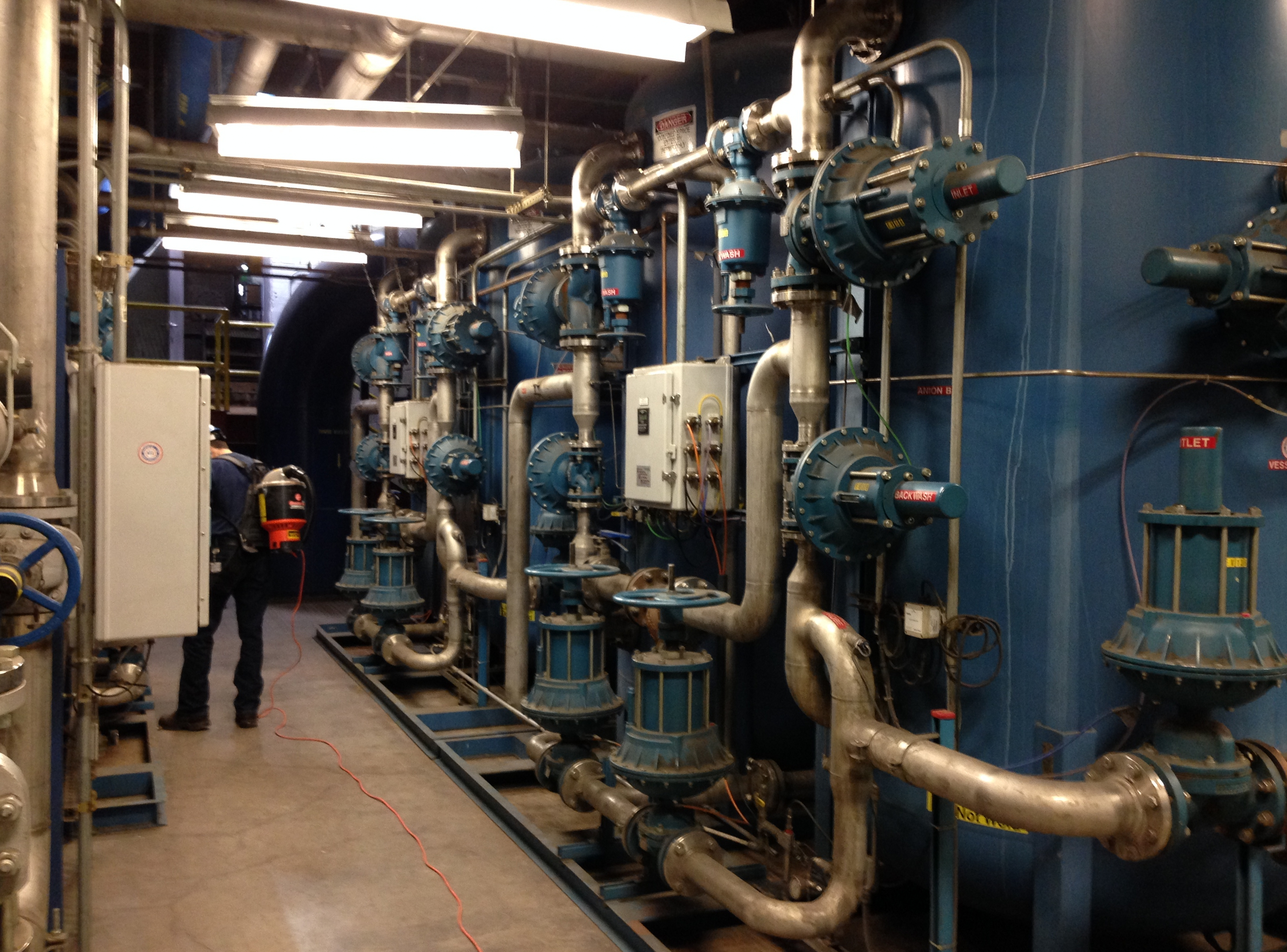
Large cation/anion تبادل أيونيrs used in demineralization of boiler feedwater.

الماء منزوع الأيونات، والمعروف أيضا باسم demineralized water / DM water المياه منزوعة المعادن  ( المياه DI ،  DIW  أو  المياه غير المتأينة )، هي المياه التي تمت إزالة تقريبا منها كل الأيونات المعدنية، مثل الكاتيون وكذلك مثل الصوديوم، الكالسيوم، الحديد، و النحاس، و الأنيون الصورة مثل الكلوريد و الكبريتات.
إزالة الأيونات هي عملية كيميائية تستخدم من قبل المصنع خصيصًا راتنج التبادل الأيوني والتي يتبادل فيها الهيدروجين وأيونات الهيدروكسيد المعادن الذائبة، والتي بعد ذلك تتحد لتكوين الماء. بسبب ذوبان الاملاح معظم شوائب المياه من غير الجسيمات، وإزالة الأيونات تنتج مياه عالية النقاء التي تماثل عمومًا الماء المقطر، وهذه العملية سريعة ودون مقياس التعزيزات على النظام. ومع ذلك، إزالة الأيونات لا يؤدي إلى إزالتها بشكل ملحوظ مثل الجزيئات العضوية غير المشحونة والفيروسات أو البكتيريا، إلا من خلال احتجاز عرضي في الراتنج.

## الاستخدام
إن الماء أفضل مشروب على وجه الأرض، وهو عماد الحياة لكل كائن حي - سواء كان نباتاً أو حيواناً أو إنساناً. لا يمكن لأي كائن حي أن يعيش بدون ماء. بالرغم من توفر الماء وسهولة الحصول عليه، في الكثير من المناطق حول العالم، إلا أن الكثير من الناس لا يشربون القدر الكافي منه لتتمكن أجسامهم من أداء وظائفها بشكل طبيعي.
| الملوث                             | المتغير                                  | ISO 3696 (1987) | ISO 3696 (1987) | ISO 3696 (1987) | ASTM (D1193-91) | ASTM (D1193-91) | ASTM (D1193-91) | ASTM (D1193-91) | NCCLS (1988) | NCCLS (1988) | NCCLS (1988) | دستور الصيدلة | دستور الصيدلة |
| الملوث                             | المتغير                                  | الدرجة 1        | الدرجة 2        | الدرجة 3        | النوع I*        | النوع II**      | النوع III***    | النوع IV        | النوع I      | النوع II     | النوع III    | EP (20 °C)    | USP           |
| ---------------------------------- | ---------------------------------------- | --------------- | --------------- | --------------- | --------------- | --------------- | --------------- | --------------- | ------------ | ------------ | ------------ | ------------- | ------------- |
| الأيونات                           | المقاومة النوعية عند 25 ونبسب؛°C [MΩ·cm] | 10              | 1               | 0.2             | 18.2            | 1.0             | 4.0             | 0.2             | >10          | >1           | >0.1         | >0.23         | >0.77         |
| الموصلية عند 25 ونبسب;°C [μS·cm−1] | 0.1                                      | 1.0             | 5.0             | 0.056           | 1.0             | 0.25            | 5.0             | <0.1            | <1           | <10          | <4.3         | <1.3          |               |
| الحموضة / القلوية                  | pH at 25 °C                              | -               | -               | 5.0–7.5         | -               | -               | -               | 5.0–8.0         | -            | -            | 5.0–8.0      | -             | -             |
| العضوية                            | الكربون العضوي الكلي/p.p.b.(μg/l)        | -               | -               | -               | 50              | 50              | 200             | -               | <50          | <200         | <1000        | <500          | <500          |
| إجمالي المواد الصلبة               | mg/kg                                    | -               | 1               | 2               | -               | -               | -               | -               | 0.1          | 1            | 5            | -             | -             |
| الغرويات                           | السيليكا [μg/ml]                         | -               | -               | -               | <2              | <3              | <500            | -               | <0.05        | <0.1         | <1           | -             | -             |
| البكتيريا                          | CFU/ml                                   | -               | -               | -               | \ -             | -               | -               | -               | <10          | <1000        | -            | <100          | <100          |

## وصلات خارجية
- Deionization Interactive tutorial from the National High Magnetic Field Laboratory